# Nie wierz nigdy kobiecie
Nie wierz nigdy kobiecie – ballada rockowa zespołu Budka Suflera, którą w 1982 roku – nakładem wytwórni Tonpress – wydano na singlu. Pierwotnie utwór nie znalazł się na płycie długogrającej, dopiero w 1996 roku umieszczono go na reedycji albumu Za ostatni grosz. W roli wokalisty w piosence wystąpił Romuald Czystaw.

## Historia
Tekst do utworu napisał Andrzej Mogielnicki, zaś muzykę skomponował Jan Borysewicz z pomocą Romualda Lipki, choć na okładkach wydawnictw jako autor wymieniany jest tylko ten pierwszy.
Album Za ostatni grosz promowany był przez program telewizyjny, w którym przedstawiono Nie wierz nigdy kobiecie, utwór jednak nie trafił ostatecznie na ten album.
Utwór Nie wierz nigdy kobiecie znany jest także w wykonaniu m.in. Lady Pank, Krzysztofa Krawczyka i Stachurskego.

## Lista utworów
Źródło
1. „Nie wierz nigdy kobiecie” – 4:53
2. „Rok dwóch żywiołów” – 4:30